# Scirocco Powell Racing Cars
Das Scirocco Powell Racing Cars-Team war ein Formel-1-Team, das 1963 und 1964 an der Weltmeisterschaft teilnahm.
In den frühen 1960er-Jahren schien es einfach zu sein in die Formel 1 einzusteigen. Fahrwerke und Motoren waren relativ leicht zu erhalten, Einstiegshindernisse existierten so gut wie nicht. Dieser Schein war aber trügerisch. Um in der Formel 1 langfristig Erfolg zu haben, brauchte man schon damals Geduld, technisches Wissen und vor allem finanzielle Ausdauer.
1962 versuchte der US-Amerikaner Hugh Powell gemeinsam seinem Freund, dem Rennfahrer Tony Settember, in der obersten Monoposto-Klasse Fuß zu fassen. Powell investierte dafür zunächst erhebliche Mittel in das britische Emeryson-Team. Nach Konflikten mit Konstrukteur Paul Emery und dem zweiten Fahrer im Team, John Campbell-Jones, kam es noch vor Ende der Saison zur Trennung. Powell und Settember entschlossen sich daraufhin, für 1963 ein eigenes Team zu gründen, das unter dem Namen Scirocco-Powell in amerikanischen Rennfarben antreten sollte.
In einem Schuppen hinter einem Londoner Pub baute Konstrukteur Hugh Aiden-Jones den Scirocco 01. Der Wagen hatte einen einfachen Gitterrohrrahmen ähnlich der Emerysons, verfügte aber im Gegensatz zu diesen über einen der modernen V8-Motoren von B.R.M. Da sich die Fertigstellung verzögerte, musste das Team zum Rennen in Pau noch mit einem Emeryson aus dem Vorjahr antreten.
Der erste weiß-blau lackierte Scirocco debütierte mit Settember am Steuer beim Großen Preis von Belgien. Nach einem Unfall schied er fünf Runden vor Schluss aus, zu diesem Zeitpunkt lag er an achter Stelle. Bei den weiteren Rennen blieb der Wagen völlig erfolglos, nur beim nicht zur Meisterschaft zählenden Großen Preis von Österreich konnte Settember gegen schwache Konkurrenz den zweiten Platz herausfahren. Auch Ian Burgess, der vor dem Großen Preis von Großbritannien als zweiter Fahrer ins Team kam, konnte keine zählbaren Ergebnisse erzielen. Aufgrund der anhaltenden Misserfolge war Powell schließlich nicht mehr bereit, weiteres Geld zu investieren, und so wurde der Rennstall zum Saisonende aufgelöst. Die Scirocco-Rennwagen wurden an Tim Parnell verkauft, der einen davon – parallel zu den Einsätzen seines eigenen Teams – offiziell unter dem Teamnamen Equipe Scirocco Belge für den Belgier André Pilette meldete. In Belgien konnte Pilette den jetzt als Scirocco 02 bezeichneten Wagen qualifizieren und fuhr im Rennen bis zum Motorschaden im hinteren Feld mit. Nachdem Pilette dann die Qualifikation zum Großen Preis von Deutschland auf dem Nürburgring verfehlt hatte, verzichtete er auf weitere Einsätze.
Außerhalb der Formel war das Scirocco-Team 1962, mit einer Chevrolet Corvette und Tony Settember als einem der Fahrer, auch beim 24-Stunden-Rennen von Le Mans am Start. Das Rennen endete für das Team nach 150 gefahrenen Runden mit einem Ausfall.